# Oerol
Oerol  (nederlandsk: [ˈurɔl]? / Urol) er en årlig kulturel festival i juni, der bliver afholdt på øen Terschelling. Festivalen blev grundlagt i 1981 af Joop Mulder, den daværende ejer af Café De Stoep (Fortovet) i Midsland antal. Oerol er vokset til en af de største teaterfestivaller i Europa.
Oerol Festival afholdes i starten af sommeren, når øens natur viser sig på sin bedste. Hvert år besøger cirka 50.000 mennesker øen, for at nyde forestillinger fra en lang række nederlandske og udenlandske teatergrupper, musikere, værk af visuelle kunstnere, og andre (scene)kunstnere. Festivalen varer i ti dage. I 2014 og 2015, blev der solgt cirka 130.000 billetter.

## Tilskud
Gennem flere år har festivalen kæmpet med finansielle problemer. Lavpunktet var sæson 1993, hvor festivalens direktør Mulder under åbningen meddelte, at forhandlingerne med ministeriet for WVC og den provinsielle regering i Friesland ikke blev til noget mere, og at denne festival blev afhold for sidste gang. I den antagelse at det var den sidste gang, forlod besøgende skuffet Terschelling. Men kort tid efter blev der alligevel fundet en løsning.
På den sidste dag af Festivalen i 2004 meddelte Mulder igen at overlevelsen af festivalen for fremtiden igen blev truet. Selv om der var et rekordstort antal besøgende (55.000), var organisation igen havnet i økonomiske problemer. Tilskud på € 180.000 var ikke nok til at festivalen i de følgende år kunne fortsætte med at organisere og finansiere det. "Vi ønsker et minimum af € 400.000,- ellers bliver Oerol næste år ikke afhold," sagde Mulder på den sidste dag af den 23. Oerol-sæson.
I 2005 blev den strukturelle økonomiske støtte til festivalen faktisk udbygget og blev den 24. Oerol sikret. I 2016 blev den 35. Oerolfestival afholdt.

## Navn
Navnet på festivalen er afledt af ordet "overalt" på Terschellingsk dialekt og Frisisk. Udtrykket angiver den tid af året, at kvæget overalt på øen blev drevet til markerne for at græsse. I fortiden, skete det både i det tidlige forår og i det sene efterår, når græsset i deres egne græsgange var utilstrækkelig. Ikke alle øboerne var tilfredse med oerol (overalt). Efter ankomsten af den første asfalterede veje på øen skete der snart ulykker når de cyklede om natten; nogle gange kørte de ind i, på midten af vejen sovende køer. Denne originale "oerol"-brug, blev under Anden Verdenskrig, på ordre fra det tyske besættelsestropper afskaffet, og vendte aldrig mere tilbage efter krigen.

## Tema
Festivalen har alle år haft temaer:
| 1996 | Het Magnetisme van de Noordpool                                                | Nordpolens Magnetisme                                                                   |
| 1997 | Van Achter de Wolken Kwam de Wind                                              | Vinden Kom fra Bag Skyerne                                                              |
| 1998 | Diepte van de Oceanen                                                          | Oceanets Dybde                                                                          |
| 1999 | Voetsporen in het Zand                                                         | Fodspor i Sandet                                                                        |
| 2000 | Als het Tij Keert                                                              | Når Tidevandet Vender                                                                   |
| 2001 | Omringd door Zee                                                               | Omringet af Havet                                                                       |
| 2002 | Eilandrijk                                                                     | Ø-riget                                                                                 |
| 2003 | Een Bewogen Horizon                                                            | Et Bevæget Horisont                                                                     |
| 2004 | Niemandsland                                                                   | Ingenmandsland                                                                          |
| 2005 | Eindeloze Deining                                                              | Endeløse Dønning                                                                        |
| 2006 | Landverhuizers                                                                 | Landflyttere                                                                            |
| 2007 | Sterke ferhalen.                                                               | Stærke historier                                                                        |
| 2008 | Het eiland van de vorige dag                                                   | Øen fra sidste dag                                                                      |
| 2009 | Het Gras tussen de planken                                                     | Græsset mellem plankerne                                                                |
| 2010 | 10 dagen: zilte luchtspiegelingen                                              | 10 dage: salte luftspejlinger                                                           |
| 2011 | 10 dagen: het geluid van een eiland                                            | 10 dage: lyden af en ø                                                                  |
| 2012 | 10 dagen: de wind voert het woord                                              | 10 dage: vinden taler ordet                                                             |
| 2013 | 10 dagen: Terschelling als Podium                                              | 10 dage: Terschelling som Scene                                                         |
| 2014 | Ik zie je zinderzon Ik zie je zindermist Zachtzout en tederkust Ik kom er aan, | Jeg ser dig spændendesol Jeg ser dig spændendetåge Blødtsalt og Ømtkysset Jeg er på vej |
| 2015 | Hier houdt het op Hier houdt de wereld op                                      | Her slutter det Her slutter verden                                                      |
| 2016 | Van zonsopkomst Tot zonsondergang                                              | Fra solopgang Til solnedgang                                                            |

## GalleriSense of Place
- Oerol 2001
- Oerol 2001
- Oerol 2002
- Opbygning af "Time Project" for Oerol Festival 2008